# الطالبية (الغربية)
الطالبية إحدى قرى مركز كفر الزيات التابع لمحافظة الغربية بجمهورية مصر العربية.

## التاريخ
قرية الطالبية من القرى القديمة، حيث وردت باسم «منية فطيس» في أعمال جزيرة بني نصر ضمن قرى الروك الصلاحي التي أحصاها ابن مماتي في كتاب قوانين الدواوين، كما وردت باسم «منية فطيس» في أعمال جزيرة بني نصر ضمن قرى الروك الناصري التي أحصاها ابن الجيعان في كتاب «التحفة السنية بأسماء البلاد المصرية».
وردت باسم «منية فطيس» في التربيع العثماني الذي أجراه الوالي العثماني سليمان باشا الخادم في عصر السلطان العثماني سليمان القانوني ضمن قرى ولاية جزيرة بني نصر، وفي تاريخ 1228هـ/1813م الذي عدّ قرى مصر بعد المسح الذي قام به محمد علي باشا باسم «فطيس» ضمن قرى مديرية الغربية.
ذكرت القرية من توابع مركز تلا بمديرية المنوفية في تعداد 1882، ثم ذكرت في التعددات اللاحقة من قرى مركز كفر الزيات. لاستهجان الاسم طلب عمدة القرية محمد عبد المطلب تغير الاسم إلى الطالبية نسبة له وهو ما وافقت عليه وزارة الداخلية في 6 يوليو 1936م.

## السكان
بلغ عدد سكان الطالبية 2966 نسمة حسب تقدير عام 2018.
| السنة  | 1882 | 1897 | 1907 | 1927 | 1947 | 1960 | 1976 | 1986 | 1996 | 2006  | 2018 |
| ------ | ---- | ---- | ---- | ---- | ---- | ---- | ---- | ---- | ---- | ----- | ---- |
| القرية | 1188 | 1151 | 1196 | 1220 | 1027 | 1160 | 1355 | 1612 | 2118 | 2,455 | 2966 |